# Catoria maturata
Catoria maturata är en fjärilsart som beskrevs av Louis Beethoven Prout 1937. Catoria maturata ingår i släktet Catoria och familjen mätare. Inga underarter finns listade i Catalogue of Life.